# Harry Obeney
Harry Obeney (Bethnal Green, 9 marzo 1938) è un allenatore di calcio ed ex calciatore inglese, di ruolo attaccante.

## Carriera
Viene tesserato dal West Ham Utd nel 1956; gioca la sua prima partita nel club il 20 aprile 1957, contro il Notts County; l'anno seguente, in cui non gioca nessuna partita ufficiale, gli Hammers vincono la Second Division 1957-1958. Inizialmente Obeney giocava come difensore, ma nella stagione 1958-1959, complice un infortunio a Vic Keebles, viene spostato nel ruolo di centravanti, giocando la sua prima partita nel nuovo ruolo il 21 marzo 1959, data che coincide anche con il suo esordio in prima divisione.
Nel corso della First Division 1958-1959 gioca poi altre 5 partite, chiudendo l'annata con un bilancio di 6 presenze e 3 reti; l'anno seguente va invece a segno per 5 volte in 9 partite, a cui aggiunge ulteriori 4 reti in 9 presenze nella First Division 1960-1961, per un totale di 25 presenze e 12 reti in partite di campionato (24 delle quali in prima divisione) con il club, a cui aggiunge anche 2 presenze in FA Cup e 4 presenze e 4 reti in competizioni minori (Southern Floodlight Cup ed Essex Professional Cup), per complessive 16 reti in 31 presenze con la maglia degli Hammers.
Tra il 1961 ed il 1964 Obeney gioca invece nel Millwall, con cui vince la Fourth Division nella stagione 1961-1962 e gioca per ulteriori 2 stagioni in Third Division, arrivando ad un totale di 76 presenze e 10 reti in campionato con il club. Trascorre quindi la stagione 1964-1965 con il Colchester Utd (nel campionato di Third Division) prima e con i semiprofessionisti del Dover Athletic (club di Southern Football League) poi. Dal 1965 al 1973 gioca quindi nei semiprofessionisti del Romford (con cui nella stagione 1966-1967 vince la Southern Football League), chiudendo infine la carriera dopo un'ulteriore stagione trascorsa nell'Aveley.

## Palmarès

### Club

#### Competizioni nazionali
- Campionato inglese di seconda divisione: 1

West Ham: 1957-1958
- Campionato inglese di quarta divisione: 1

Millwall: 1961-1962
- Southern Football League: 1

Romford: 1966-1967

#### Competizioni regionali
- Essex Professional Cup: 1

Romford: 1968-1969